# Шахрак-э-Салман-э-Фарси
Шахра́к-э-Салма́н-э-Фарси́ (перс. شهرك سلمان فارسي‎) — небольшой город на юго-западе Ирана, в провинции Хузестан. Входит в состав шахрестана  Шуш.
На 2006 год население составляло 6418 человек.
Альтернативное название: Шахрак-э-Курош (Shahrak-e Kurosh).

## География
Город находится на западе Хузестана, в северной части Хузестанской равнины, на высоте 76 метров над уровнем моря и является восточным пригородом Шуша.
Шахрак-э-Салман-э-Фарси расположен на расстоянии  приблизительно 100 километров к северо-западу  от Ахваза, административного центра провинции  и на расстоянии 470 километров к юго-западу от Тегерана, столицы страны.